# ÖBB 4746 sorozat
Az ÖBB 4746 sorozat egy regionális forgalomra tervezett osztrák motorvonat-sorozat.

## Ausztria
Siemens és az ÖBB megállapodásának tárgya legfeljebb 200 regionális motorvonat szerelvény szállítása 2010 és 2015 között. A Siemens Desiro ML típusú motorvonatokat ebben az időszakban a szükségletnek megfelelően hívhatja le az ÖBB a keret-kontingensből. A keret megállapodás a megrendelt vonatok karbantartására szóló opciót is tartalmaz. Minden szállítás és szolgáltatás igénybevétele esetén a szerződés teljes értéke kereken egymilliárd euró. A szerelvényeket a Siemens bécsi vagy krefeldi üzemében fogják gyártani. Az ÖBB-nek módja van a megállapodást 2015-ön túlra is meghosszabbítani. Ez az egyik legnagyobb, villamos meghajtású regionális vonatokra szóló megrendelés Európában. Az ÖBB-nek szánt Desiro vonatok 160 km/h csúcssebességet érhetnek el, és Ausztriában, valamint Németországban fognak közlekedni. Legutóbb az SNCB rendelt ebből a típusból; szám szerint 300 darabot.
A Desiro ML motorvonatok rugalmas és megbízható járművek, amelyek a kocsik ún. self-contained koncepciójának köszönhetően egyedi igények szerint és gyorsan adaptálhatók a mindenkori utasszámhoz, azaz hosszabb-rövidebb szerelvényekké állíthatók össze, illetve azok részekre szedhetők szét. A vonatok a tökéletesített meghajtás révén, amelynek energiafogyasztása ez előd-modellekhez képest is tovább csökkent, különösen környezetbarátak. A kocsik designja is környezet-kompatibilis anyagokat vett alapul, például a festés és a belső berendezés tekintetében. Az ÖBB a Desiro ML alapjárműként a három-kocsis szerelvényt specifikálta, amely másodosztályon 217 ülőhellyel rendelkezik. Ennek számos felszereltségbeni változata van, miáltal a városi (S-Bahn) és regionális forgalom legkülönbözőbb üzemi követelményei is kielégíthetők.

## Magyarország
A Győr–Sopron–Ebenfurti Vasút 2014-ben 5 db motorvonatra szerződött 32 millió euró értékben, amelyek 2016 decemberétől a Bécs-Sopronkeresztúr (Deutschkreutz), Bécs-Pomogy (Pamhagen) és Vulkapordány (Wulkaprodersdorf)-Nezsider (Neusiedl) szakaszokon közlekednek.

## Galéria

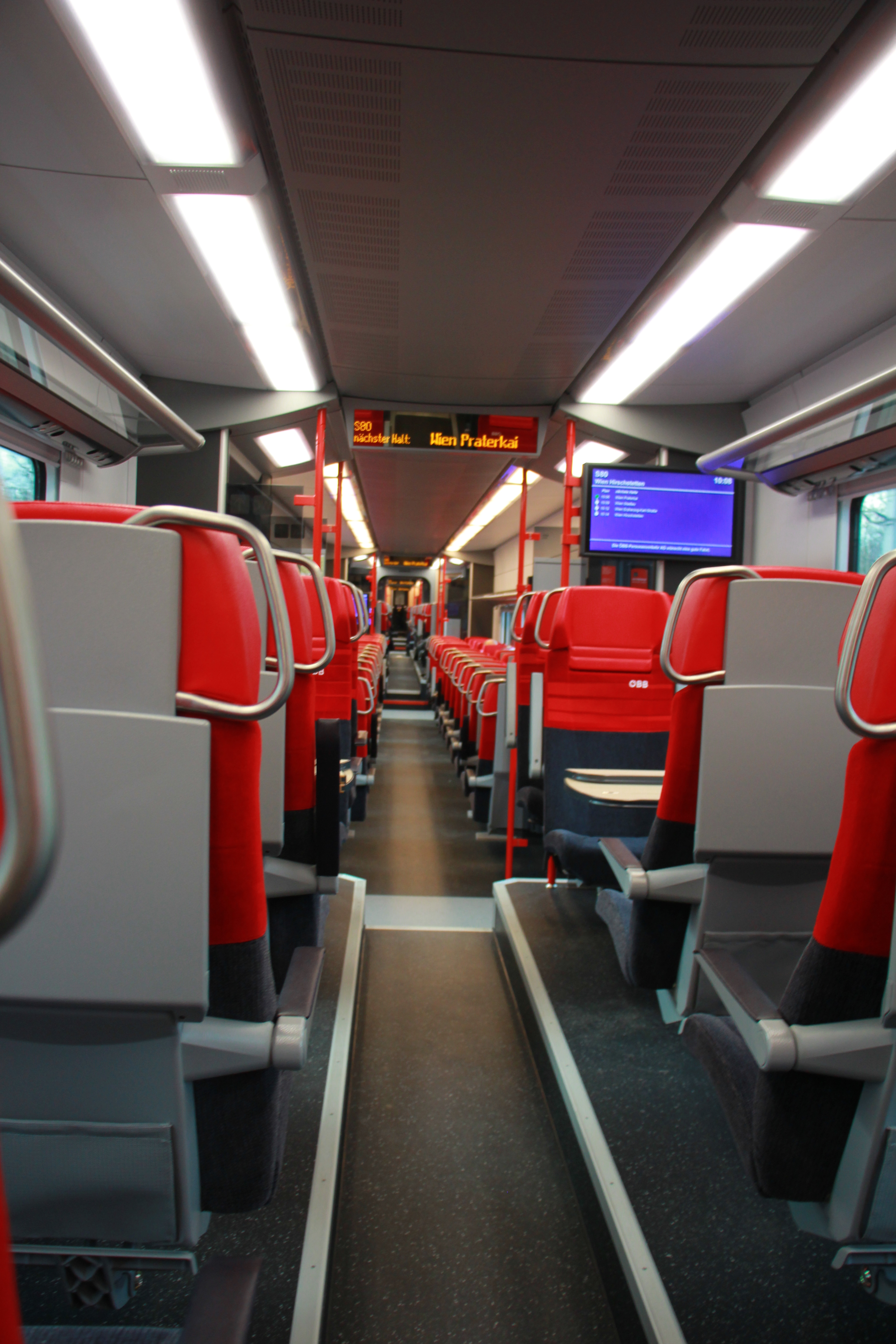
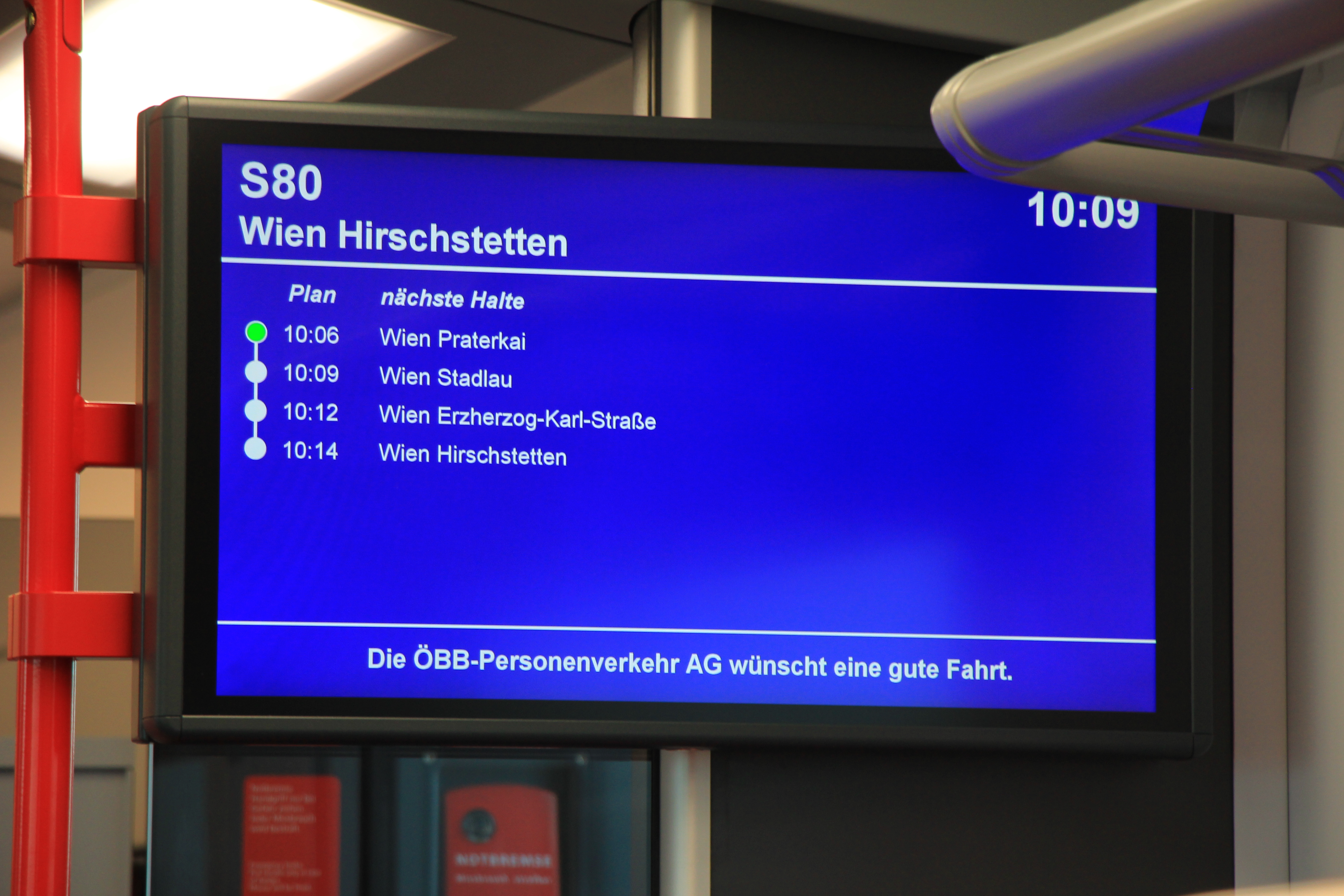
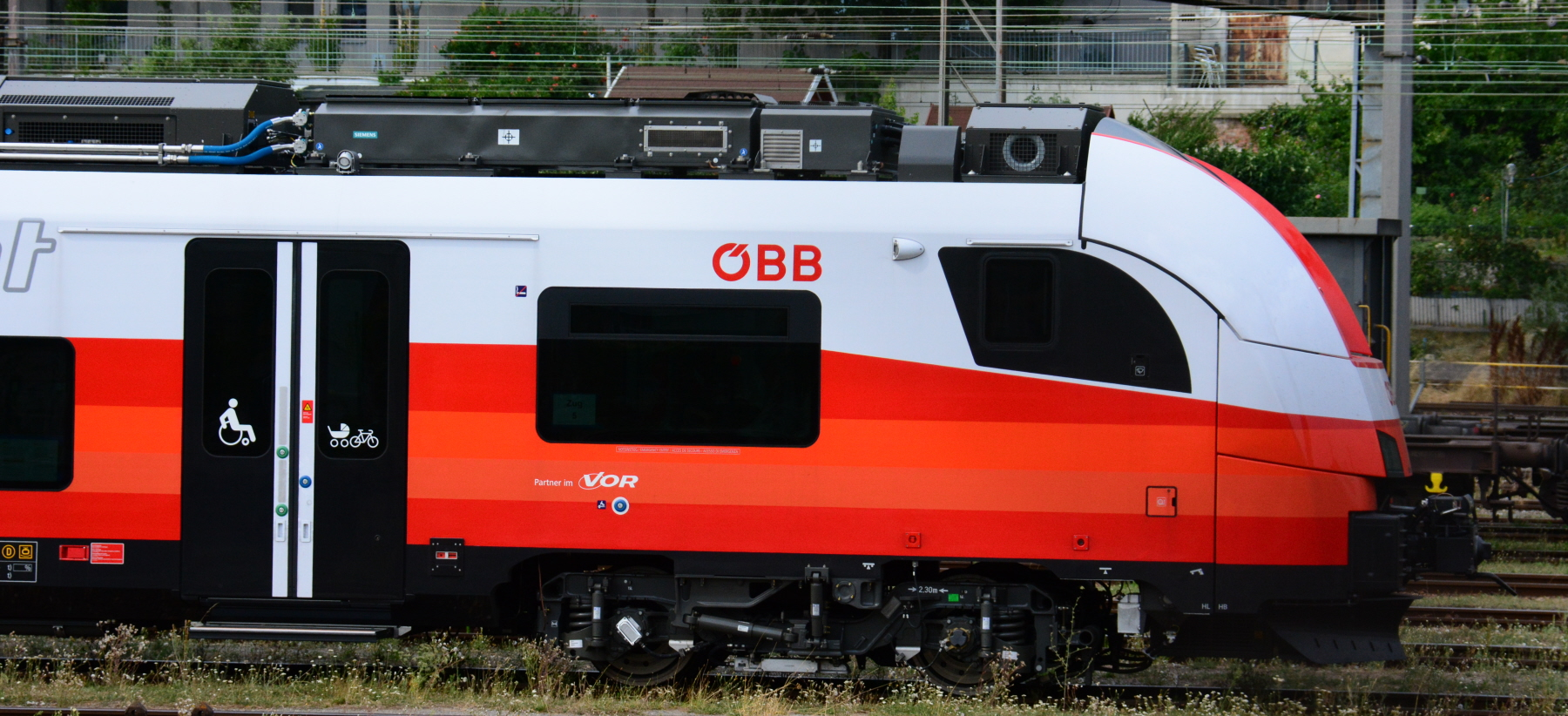
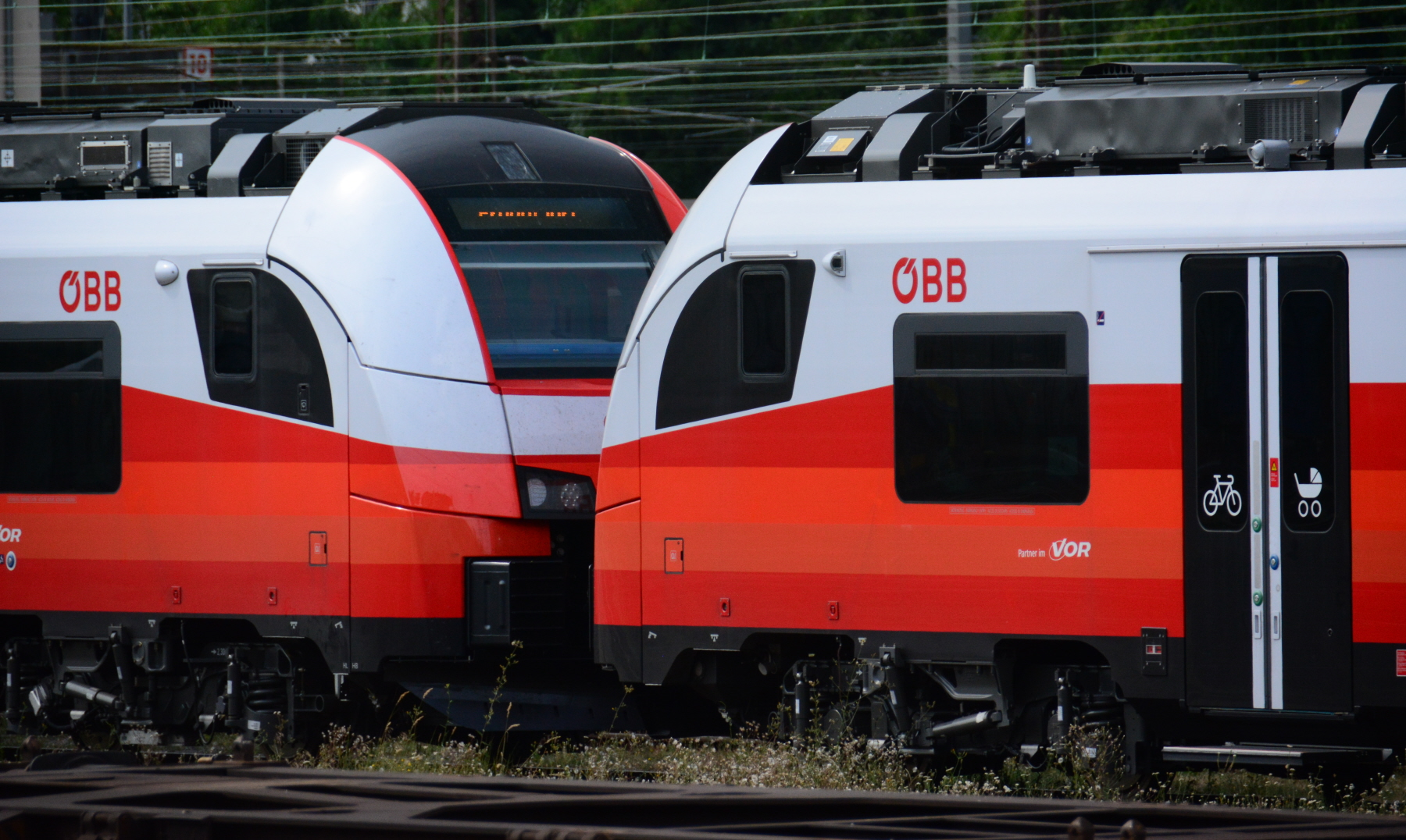
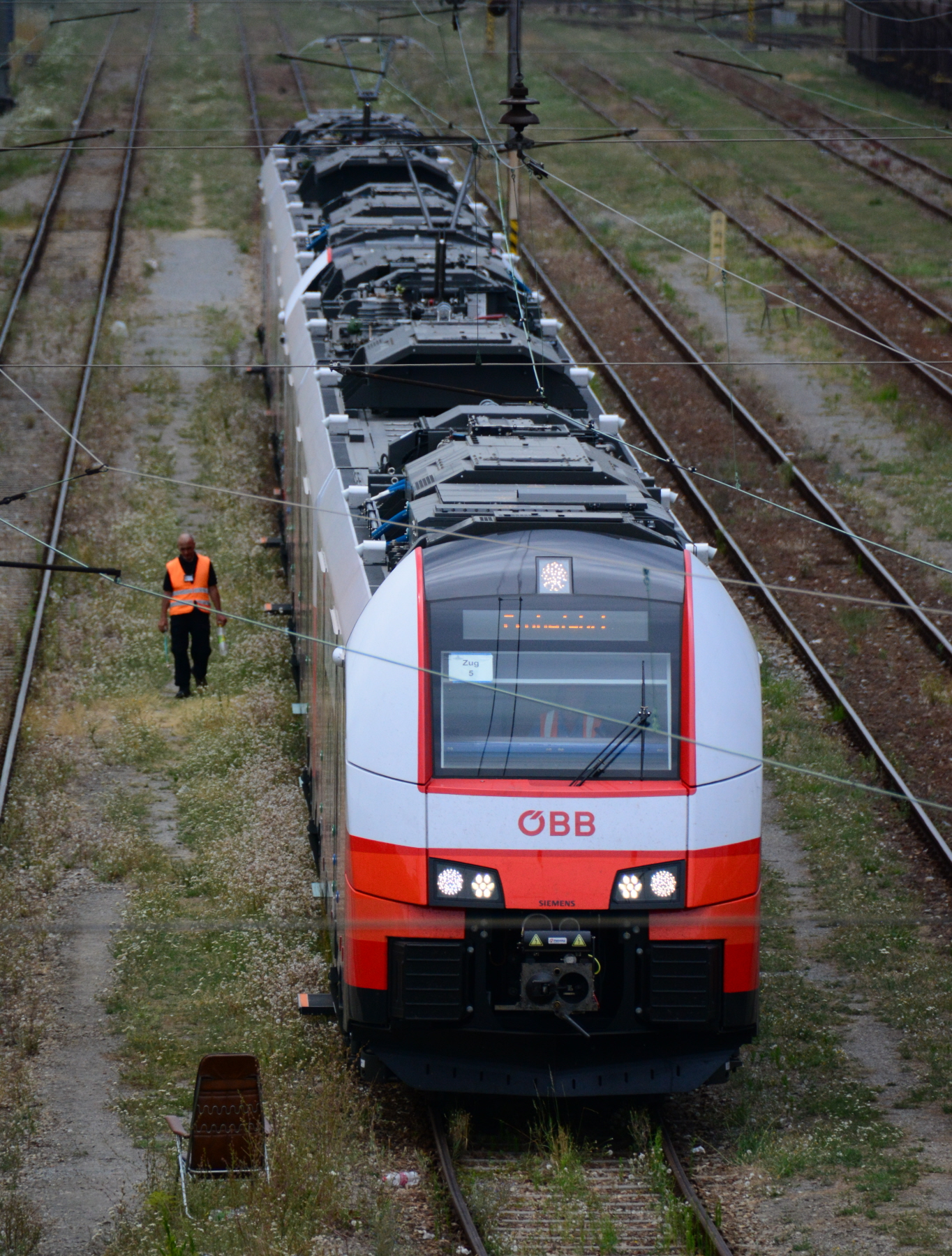
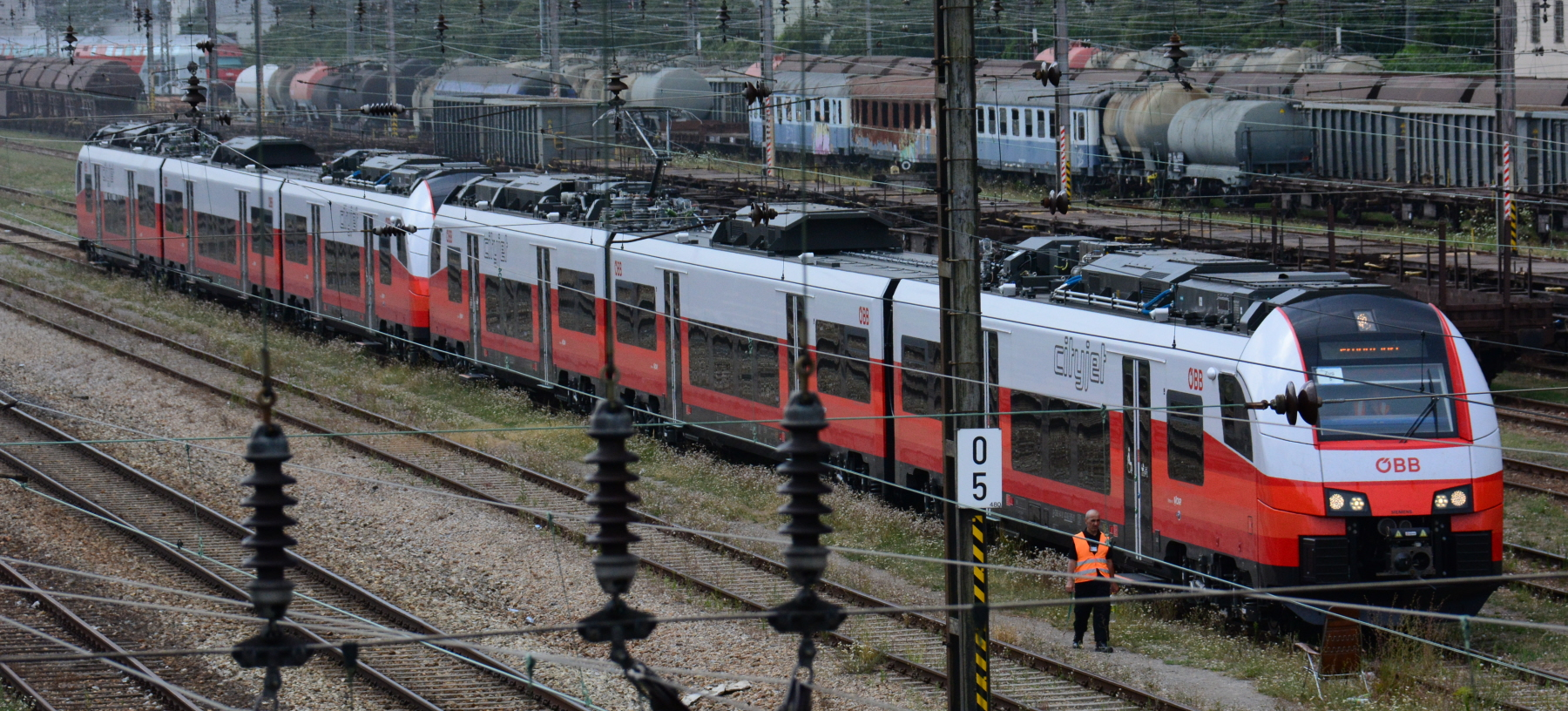
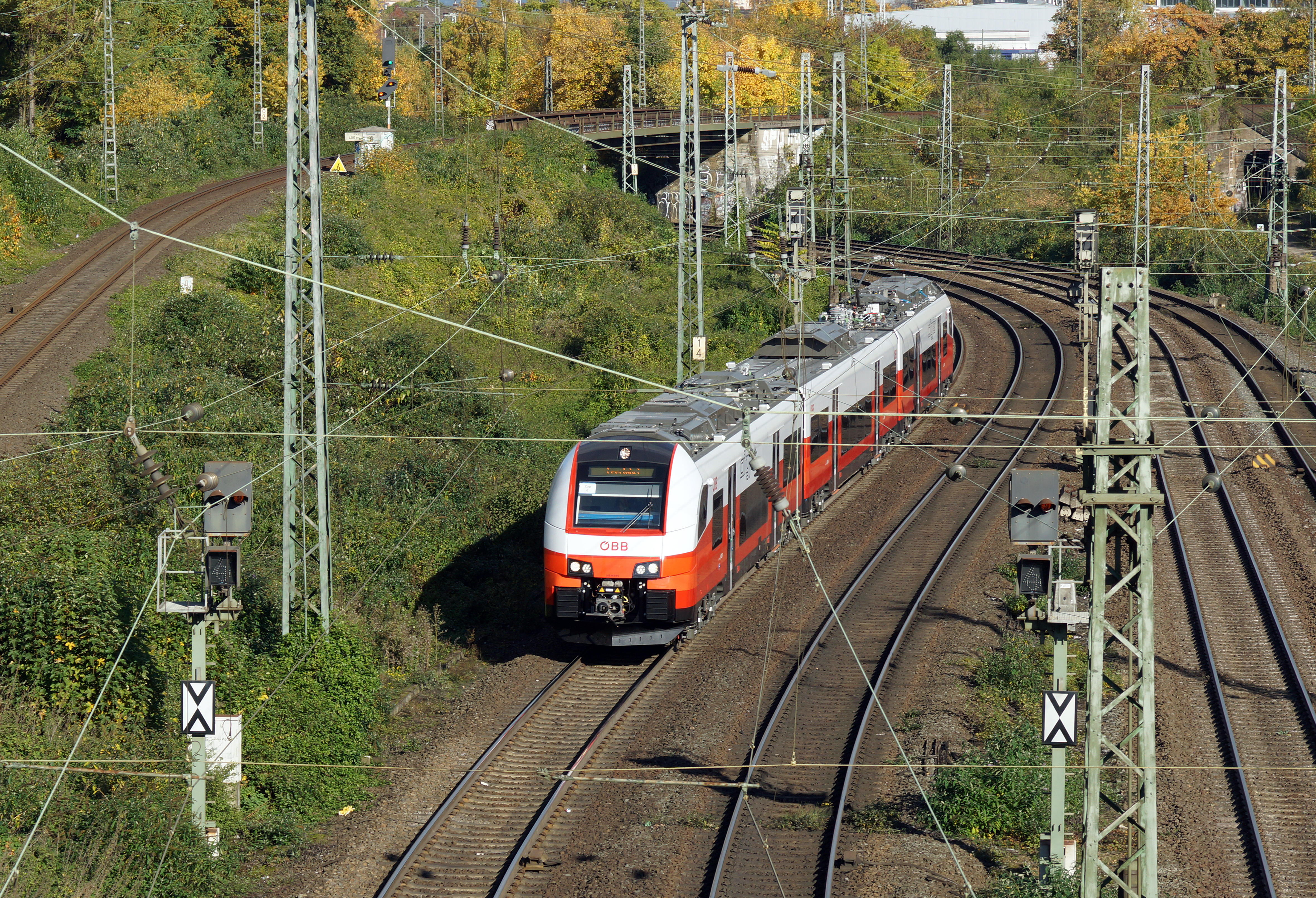
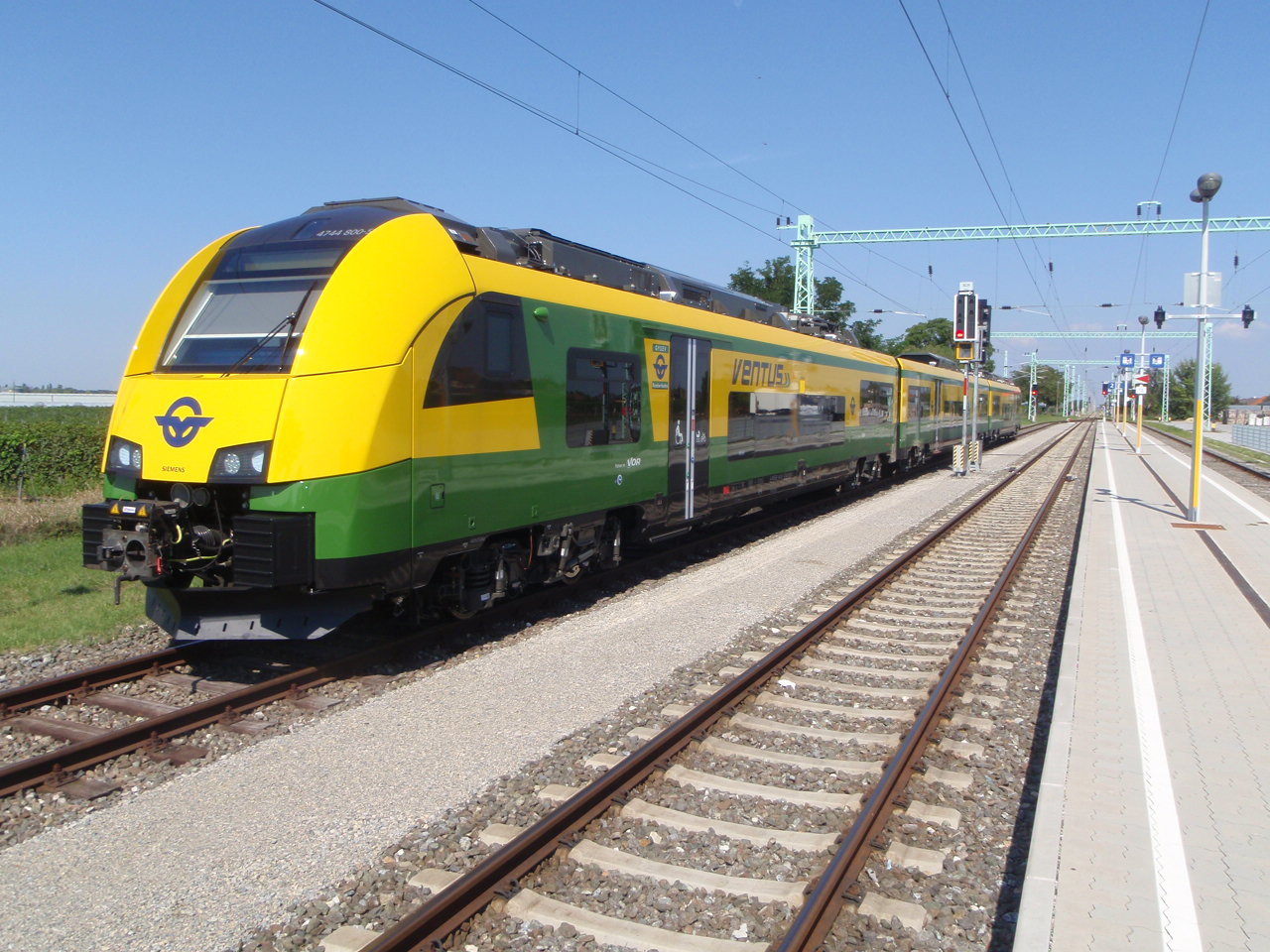
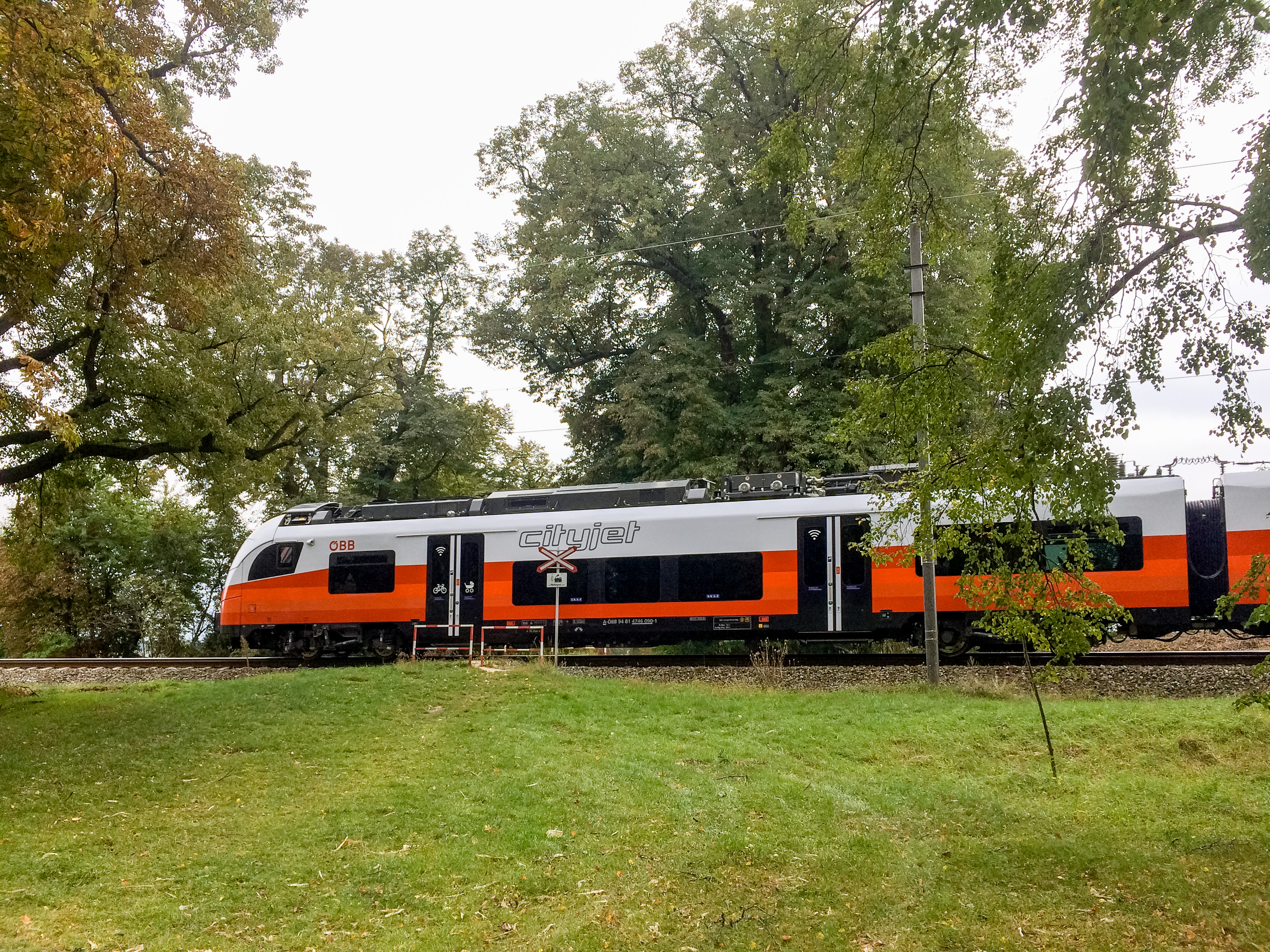